# 万沢村
万沢村（まんざわむら）は、かつて山梨県南巨摩郡にあった村。現在の南部町万沢にあたる。

## 地理
- 山：貫ヶ岳
- 河川：富士川

## 沿革
- 1889年（明治22年）7月1日 - 町村制施行により、富河村の一部（大字万沢）の区域をもって発足（残部は富河村となる）。
- 1955年（昭和30年）2月11日 - 富河村と合併して富沢町が発足。同日万沢村廃止。

## 村内人口
- 1920年 2,597人
- 1925年 2,515人
- 1930年 2,400人
- 1935年 2,315人
- 1940年 2,577人
- 1947年 2,801人
- 1950年 2,844人

(国勢調査)

## 交通

### 道路
- 国道52号